# قائمة معادلات البصريات
تلخص هذه المقالة المعادلات المستخدمة في علم البصريات، بما فيها البصريات الهندسية، والبصريات الفيزيائية، وقياس الإشعاع، والحيود، وقياس التداخل.

## 1. تعريفات

### 1.1 البصريات الهندسية (الأشعة الضوئية)

#### 1.1.1 الكميات الأساسية العامة
| الكمية (الاسم/الأسماء الشائعة) | الرمز/الرموز (الشائع)         | وحدات SI | البعد   |
| ------------------------------ | ----------------------------- | -------- | ------- |
| بعد الجسم                      | x, s, d, u, x1, s1, d1, u1    | m        | [L]     |
| بعد الصورة                     | x', s', d', v, x2, s2, d2, v2 | m        | [L]     |
| ارتفاع الجسم                   | y, h, y1, h1                  | m        | [L]     |
| ارتفاع الصورة                  | y', h', H, y2, h2, H2         | m        | [L]     |
| الزاوية المقابلة للجسم         | θ, θo, θ1                     | rad      | لا بعدي |
| الزاوية المقابلة للصورة        | θ', θi, θ2                    | rad      | لا بعدي |
| نصف قطر انحناء العدسة/المرآة   | r, R                          | m        | [L]     |
| البعد البؤري                   | f                             | m        | [L]     |

| الكمية (الاسم الشائع) | الرمز/الرموز (الشائع) | المعادلة التعريفية                          | الوحدات الدولية | البعد   |
| --------------------- | --------------------- | ------------------------------------------- | --------------- | ------- |
| قوة العدسة            | P                     | {\textstyle P=1/f\,\!}                      | m−1=D (ديوبتر)  | [L]−1   |
| التكبير الجانبي       | m                     | {\textstyle m=-x_{2}/x_{1}=y_{2}/y_{1}\,\!} | لا بعدي         | لا بعدي |
| التكبير الزاوي        | m                     | {\textstyle m=\theta _{2}/\theta _{1}\,\!}  | لا بعدي         | لا بعدي |

### 2.1 البصريات الفيزيائية (الموجات الكهرومغناطيسية الضوئية)
المقالة الرئيسة:البصريات الفيزيائية
هناك أشكال مختلفة لمتجه بوينتنغ ، وأكثرها شيوعًا باستخدام المجالات E و B أو E و H.
| الكمية (الاسم/الأسماء الشائعة)                | الرمز/الرموز (الشائع) | المعادلة التعريفية | الوحدات الدولية | البعد            |
| --------------------------------------------- | --------------------- | --- | --------------- | ---------------- |
| متجه بوينتنغ                                  | S, N                  | {\displaystyle \mathbf {N} ={\frac {1}{\mu _{0}}}\mathbf {E} \times \mathbf {B} =\mathbf {E} \times \mathbf {H} \,\!} | W m−2           | [M][T]−3         |
| تدفق بوينتنغ، تدفق طاقة المجال الكهرومغناطيسي | ΦS, ΦN                | {\displaystyle \Phi _{N}=\int _{S}\mathbf {N} \cdot \mathrm {d} \mathbf {S} \,\!}                                     | W               | [M][L]2[T]−3     |
| جذر متوسط المربعات للمجال الكهربائي للضوء     | Erms                  | {\displaystyle E_{\mathrm {rms} }={\sqrt {\langle E^{2}\rangle }}=E/{\sqrt {2}}\,\!}                                  | N C−1 =V m−1    | [M][L][T]−3[I]−1 |
| الزخم الإشعاعي                                | p, pEM, pr            | {\displaystyle p_{EM}=U/c\,\!}                                                                                        | J s m−1         | [M][L][T]−1      |
| الضغط الإشعاعي                                | Pr, pr, PEM           | {\displaystyle P_{EM}=I/c=p_{EM}/At\,\!}                                                                              | W m−2           | [M][T]−3         |

### 3.1 القياس الإشعاعي
المقالة الرئيسة:القياس الإشعاعي

تصوير لتدفق خلال مساحة تفاضلية وزاوية صلبة. كما هو الحال دائما هي الوحدة العمودية على سطح السقوط A، ، و هو متجه وحدة في اتجاه التدفق الساقط على عنصر المساحة، θ هي الزاوية بينهما. ينشأ العامل عندما لا يكون التدفق عموديًا على عنصر السطح، وبالتالي تقل المساحة العمودية على التدفق.

بالنسبة للكميات الطيفية، يستخدم تعريفين للإشارة إلى نفس الكمية، باستخدام التردد أو الطول الموجي.
| الكمية (الاسم/الشائع)                            | الرمز (الشائع)   | المعادلة التعريفية | وحدات دولية                          | الأبعاد                                 |
| ------------------------------------------------ | ---------------- | --- | ------------------------------------ | --------------------------------------- |
| الطاقة الإشعاعية                                 | Q, E, Qe, Ee     | | J                                    | [M][L]2[T]−2                            |
| التعرض للإشعاع                                   | He               | {\textstyle H_{e}=\mathrm {d} Q/\left(\mathbf {\hat {e}} _{\angle }\cdot \mathrm {d} \mathbf {A} \right)\,\!} | J m−2                                | [M][T]−3                                |
| كثافة الطاقة الإشعاعية                           | ωe               | {\textstyle \omega _{e}=\mathrm {d} Q/\mathrm {d} V\,\!} | J m−3                                | [M][L]−3                                |
| التدفق الإشعاعي، القدرة الإشعاعية                | Φ, Φe            | {\displaystyle Q=\int \Phi \mathrm {d} t} | (W)                                  | [M][L]2[T]−3                            |
| الشدة الإشعاعية                                  | I, Ie            | {\textstyle \Phi =I\mathrm {d} \Omega \,\!} | W sr−1                               | [M][L]2[T]−3                            |
| الإشعاعية                                        | L, Le            | {\displaystyle \Phi =\iint L\left(\mathbf {\hat {e}} _{\angle }\cdot \mathrm {d} \mathbf {A} \right)\mathrm {d} \Omega } | W sr−1 m−2                           | [M][T]−3                                |
| كثافة تدفق الإشعاع                               | E, I, Ee, Ie     | {\displaystyle \Phi =\int E\left(\mathbf {\hat {e}} _{\angle }\cdot \mathrm {d} \mathbf {A} \right)} | W m−2                                | [M][T]−3                                |
| الإصدار الإشعاعي، إصدار إشعاعى                   | M, Me            | {\displaystyle \Phi =\int M\left(\mathbf {\hat {e}} _{\angle }\cdot \mathrm {d} \mathbf {A} \right)} | W m−2                                | [M][T]−3                                |
| الإشعاع                                          | J, Jν, Je, Jeν   | {\displaystyle J=E+M\,\!} | W m−2                                | [M][T]−3                                |
| التدفق الإشعاعي الطيفي، القدرة الإشعاعية الطيفية | Φλ, Φν, Φeλ, Φeν | {\displaystyle Q=\iint \Phi _{\lambda }{\mathrm {d} \lambda \mathrm {d} t}}{\displaystyle Q=\iint \Phi _{\nu }\mathrm {d} \nu \mathrm {d} t} | W m−1 (Φλ) W Hz−1 = J (Φν)           | [M][L]−3[T]−3 (Φλ) [M][ L]−2[T] −2 (Φν) |
| الشدة الإشعاعية الطيفية                          | Iλ, Iν, Ieλ, Ieν | {\displaystyle \Phi =\iint I_{\lambda }\mathrm {d} \lambda \mathrm {d} \Omega }{\displaystyle \Phi =\iint I_{\nu }\mathrm {d} \nu \mathrm {d} \Omega } | W sr−1 m−1 (Iλ) W sr− 1 Hz−1−1(iν)   | [M][L]−3[T]−3 (Iλ) [M][L]2[T]−2 (Iν)    |
| إشعاعية طيفية                                    | Lλ, Lν, Leλ, Leν | {\displaystyle \Phi =\iiint L_{\lambda }\mathrm {d} \lambda \left(\mathbf {\hat {e}} _{\angle }\cdot \mathrm {d} \mathbf {A} \right)\mathrm {d} \Omega }{\displaystyle \Phi =\iiint L_{\nu }\mathrm {d} \nu \left(\mathbf {\hat {e}} _{\angle }\cdot \mathrm {d} \mathbf {A} \right)\mathrm {d} \Omega \,\!} | W sr−1 m−3 (Lλ) W sr−1 m−2 Hz−1 (Lν) | [M][L]−1[T]−3 (Lλ) [M][L]−2[T]−2 (Lν)   |
| تشعيعية طيفية                                    | Eλ, Eν, Eeλ, Eeν | {\displaystyle \Phi =\iint E_{\lambda }\mathrm {d} \lambda \left(\mathbf {\hat {e}} _{\angle }\cdot \mathrm {d} \mathbf {A} \right)}{\displaystyle \Phi =\iint E_{\nu }\mathrm {d} \nu \left(\mathbf {\hat {e}} _{\angle }\cdot \mathrm {d} \mathbf {A} \right)}                                             | W m−3 (Eλ) W m−2 Hz−1 (Eν)           | [M][L]−1[T]−3 (Eλ) [M][L]−2[T]−2 (Eν)   |

## 2. المعادلات

### 1.2 الموجات الكهرومغناطيسية الضوئية
| الوضع الفيزيائي                        | التسميات | المعادلات |
| -------------------------------------- | --- | --- |
| كثافة الطاقة في موجة كهرومغناطيسية     | {\displaystyle \langle u\rangle \,\!} = متوسط كثافة الطاقة | لوسط عازل: {\displaystyle \langle u\rangle ={\frac {1}{2}}\left(\epsilon \mathbf {E} ^{2}+\mu \mathbf {B} ^{2}\right)\,\!} |
| زخم الحركة والوضع (مصطلحات غير قياسية) | | زخم الكمون: {\displaystyle \mathbf {p} _{\mathrm {p} }=q\mathbf {A} \,\!} الزخم الحركي:{\displaystyle \mathbf {p} _{\mathrm {k} }=m\mathbf {v} \,\!} الزخم القانوني:{\displaystyle \mathbf {p} =m\mathbf {v} +q\mathbf {A} \,\!} |
| الإشعاعية، شدة الضوء                   | {\displaystyle \langle \mathbf {S} \rangle \,\!} = المتوسط الزمني لمتجه بوينتينج I = كثافة تدفق إشعاعي I0 = شدة المصدر P0 = قدرة المصدر النقطي Ω = الزاوية الصلبة r = الموضع الشعاعي من المصدر | {\displaystyle I=\langle \mathbf {S} \rangle =E_{\mathrm {rms} }^{2}/c\mu _{0}\,\!}على سطح كروي:{\displaystyle I={\frac {P_{0}}{\Omega \left\|r\right\|^{2}}}\,\!}                                                               |
| تأثير دوبلر للضوء (نسبي)               | | {\displaystyle \lambda =\lambda _{0}{\sqrt {\frac {c-v}{c+v}}}\,\!} {\displaystyle v=\|\Delta \lambda \|c/\lambda _{0}\,\!} |
| إشعاع شيرينكوف، زاوية مخروطية          | - n = معامل الانكسار - v = سرعة الجسيم - θ = زاوية المخروط | {\displaystyle \cos \theta ={\frac {c}{nv}}={\frac {1}{v{\sqrt {\epsilon \mu }}}}\,\!} |
| السعات الكهربائية والمغناطيسية         | - E = المجال الكهربائي - H = شدة المجال المغناطيسي | لوسط عازل: {\displaystyle \left\|\mathbf {E} \right\|={\sqrt {\frac {\epsilon }{\mu }}}\left\|\mathbf {H} \right\|\,\!} |
| مركبات الموجة الكهرومغناطيسية          | | كهربائي {\displaystyle \mathbf {E} =\mathbf {E} _{0}\sin(kx-\omega t)\,\!} مغناطيسي {\displaystyle \mathbf {B} =\mathbf {B} _{0}\sin(kx-\omega t)\,\!}                                                                           |

### 2.2 البصريات الهندسية
| الوضع الفيزيائي              | التسمية | المعادلات |
| ---------------------------- | --- | --- |
| الزاوية الحرجة (بصريات)      | - n1 = معامل الانكسار للوسط الأبتدائي - n2 = معامل الانكسار للوسط النهائي - θc = الزاوية الحرجة                                           | {\displaystyle \sin \theta _{c}={\frac {n_{2}}{n_{1}}}\,\!} |
| معادلة العدسة الرقيقة        | - f = البعد البؤري للعدسة - x1 = طول الجسم - x2 = طول الصورة - r1 = نصف قطر الانحناء للشعاع الساقط - r2 = نصف قطر الانحناء للشعاع المنكسر | {\displaystyle {\frac {1}{x_{1}}}+{\frac {1}{x_{2}}}={\frac {1}{f}}\,\!} البعد البؤري للعدسة باستخدام معاملات الانكسار {\displaystyle {\frac {1}{f}}=\left({\frac {n_{\mathrm {lens} }}{{n}_{\mathrm {med} }}}-1\right)\left({\frac {1}{r_{1}}}-{\frac {1}{r_{2}}}\right)\,\!} |
| بعدالصورة في المرآة المستوية | | {\displaystyle x_{2}=-x_{1}\,\!} |
| مرآة كروية                   | r = نصف قطر انحناء المرآة | معادلة المرآة الكروية {\displaystyle {\frac {1}{x_{1}}}+{\frac {1}{x_{2}}}={\frac {1}{f}}={\frac {2}{r}}\,\!} بعد الصورة في المرآة الكروية {\displaystyle {\frac {n_{1}}{x_{1}}}+{\frac {n_{2}}{x_{2}}}={\frac {\left(n_{2}-n_{1}\right)}{r}}\,\!}                             |

تشير الأرقام السفلية 1 و2 إلى الاوساط البصرية الأبتدائية والنهائية على التوالي.
تُستخدم هذه النسب أحيانًا أيضًا، استنادًا إلى تعريفات أخرى لمعامل الانكسار، وسرعة الطور الموجي، ومعادلة سرعة الضوء:
{\displaystyle {\frac {n_{1}}{n_{2}}}={\frac {v_{2}}{v_{1}}}={\frac {\lambda _{2}}{\lambda _{1}}}={\sqrt {\frac {\epsilon _{1}\mu _{1}}{\epsilon _{2}\mu _{2}}}}\,\!}
حيث أن:
- ε = السماحية للوسط ،
- μ = النفاذية للوسط ،
- λ = الطول الموجي للضوء في الوسط ،
- v = سرعة الضوء في الاوساط.

### 3.2 الاستقطاب
| الوضع الفيزيائي                 | التسمية | المعادلات                                        |
| ------------------------------- | --- | ------------------------------------------------ |
| زاوية الاستقطاب الكلي           | θB = زاوية الاستقطاب الانعكاسي، زاوية بروستر                                                                       | {\displaystyle \tan \theta _{B}=n_{2}/n_{1}\,\!} |
| شدة الضوء المستقطب، قانون مالوس | - I0 = الشدة الأبتدائية، - I = الشدة المنقولة، - θ = زاوية الاستقطاب بين محاور نقل المستقطب ومتجه المجال الكهربائي | {\displaystyle I=I_{0}\cos ^{2}\theta \,\!}      |

### 4.2 الحيود والتداخل
| الخاصية أو التأثير                | التسمية | المعادلة |
| --------------------------------- | --- | --- |
| غشاء رقيق في الهواء               | - n1 = معامل الانكسار للوسط الأولي (قبل تداخل الفيلم) - n2 = معامل الانكسار للوسط النهائي (بعد تداخل الفيلم) | - Min: {\displaystyle N\lambda /n_{2}\,\!} - Max:{\displaystyle 2L=(N+1/2)\lambda /n_{2}\,\!} |
| معادلة المُحَزَّزة                    | - a = عرض الفتحة، عرض الشق - α = زاوية السقوط على العمودي لمستوى المُحَزَّزة | {\displaystyle {\frac {\delta }{2\pi }}\lambda =a\left(\sin \theta +\sin \alpha \right)\,\!} |
| معيار (رايلي)                     | | {\displaystyle \theta _{R}=1.22\lambda /\,\!d} |
| قانون براغ ( (حيود الحالة الصلبة) | - d = تباعد الشبيكة - δ = فرق الطور بين موجتين | {\displaystyle {\frac {\delta }{2\pi }}\lambda =2d\sin \theta \,\!} - للتداخل البناء: {\displaystyle \delta /2\pi =n\,\!} - للتداخل الهدام: {\displaystyle \delta /2\pi =n/2\,\!} حيث {\displaystyle n\in \mathbf {N} \,\!} |
| شدة حيود الشق الواحد              | - I0 = شدة المصدر - طور الموجة عبر الفتحات {\displaystyle \phi ={\frac {2\pi a}{\lambda }}\sin \theta \,\!} | {\displaystyle I=I_{0}\left[{\frac {\sin \left(\phi /2\right)}{\left(\phi /2\right)}}\right]^{2}\,\!} |
| حيود من N-شق (N ≥ 2)              | - d = الفاصل بين الشقوق من المركز إلى المركز - N = عدد الشقوق - فرق الطور بين N موجة ناتجة من كل شق {\displaystyle \delta ={\frac {2\pi d}{\lambda }}\sin \theta \,\!} | {\displaystyle I=I_{0}\left[{\frac {\sin \left(N\delta /2\right)}{\sin \left(\delta /2\right)}}\right]^{2}\,\!} |
| حيود من N-شق ( كل N)              | | {\displaystyle I=I_{0}\left[{\frac {\sin \left(\phi /2\right)}{\left(\phi /2\right)}}{\frac {\sin \left(N\delta /2\right)}{\sin \left(\delta /2\right)}}\right]^{2}\,\!} |
| شدة الفتحة الدائرية               | - a = نصف قطر الفتحة الدائرية - J1 هي دالة بيسل | {\displaystyle I=I_{0}\left({\frac {2J_{1}(ka\sin \theta )}{ka\sin \theta }}\right)^{2}} |
| السعة لفتحة مستوية عامة           | تستخدم إحداثيات ديكارتية وكروية قطبية، ويحتوي المستوى xy على فتحة - A، السعة عند الموضع r - r' = نقطة مصدرية في فتحة - Einc، مقدار المجال الكهربائي الساقط عند الفتحة | المجال القريب (فريسنل) {\displaystyle A\left(\mathbf {r} \right)\propto \iint _{\mathrm {aperture} }E_{\mathrm {inc} }\left(\mathbf {r} '\right)~{\frac {e^{ik\left\|\mathbf {r} -\mathbf {r} '\right\|}}{4\pi \left\|\mathbf {r} -\mathbf {r} '\right\|}}\mathrm {d} x'\mathrm {d} y'} المجال البعيد (فراونهوفر){\displaystyle A\left(\mathbf {r} \right)\propto {\frac {e^{ikr}}{4\pi r}}\iint _{\mathrm {aperture} }E_{\mathrm {inc} }\left(\mathbf {r} '\right)e^{-ik\left[\sin \theta \left(\cos \phi x'+\sin \phi y'\right)\right]}\mathrm {d} x'\mathrm {d} y'} |
| مبدأ هيغنز-فريسنل-كيرشوف          | - r0 = الموضع من المصدر إلى الفتحة، الساقط عليها - r = الموضع من الفتحة الحائدة عنها إلى نقطة - α0 = زاوية السقوط بالنسبة إلى العمودي، من المصدر إلى الفتحة - α = زاوية الحيود، من الفتحة إلى نقطة - S = سطح وهمي محدود بالفتحة - {\displaystyle \mathbf {\hat {n}} \,\!} = متجه الوحدة العمودي على الفتحة - {\displaystyle \mathbf {r} _{0}\cdot \mathbf {\hat {n}} =\left\|\mathbf {r} _{0}\right\|\cos \alpha _{0}\,\!} - {\displaystyle \mathbf {r} \cdot \mathbf {\hat {n}} =\left\|\mathbf {r} \right\|\cos \alpha \,\!} - {\displaystyle \left\|\mathbf {r} \right\|\left\|\mathbf {r} _{0}\right\|\ll \lambda \,\!} | {\displaystyle A\mathbf {(} \mathbf {r} )={\frac {-i}{2\lambda }}\iint _{\mathrm {aperture} }{\frac {e^{i\mathbf {k} \cdot \left(\mathbf {r} +\mathbf {r} _{0}\right)}}{\left\|\mathbf {r} \right\|\left\|\mathbf {r} _{0}\right\|}}\left[\cos \alpha _{0}-\cos \alpha \right]\mathrm {d} S\,\!} |
| صيغة حيود كيرشوف                  | | {\displaystyle A\left(\mathbf {r} \right)=-{\frac {1}{4\pi }}\iint _{\mathrm {aperture} }{\frac {e^{i\mathbf {k} \cdot \mathbf {r} _{0}}}{\left\|\mathbf {r} _{0}\right\|}}\left[i\left\|\mathbf {k} \right\|U_{0}\left(\mathbf {r} _{0}\right)\cos {\alpha }+{\frac {\partial A_{0}\left(\mathbf {r} _{0}\right)}{\partial n}}\right]\mathrm {d} S} |

## 3. تعريفات الفيزياء الفلكية
في الفيزياء الفلكية، يستخدم L للسُطُوع (طاقة لوحدة الزمن، يكافئ القدرة) و يستخدم F لتدفق الطاقة (طاقة لوحدة زمن لوحدة مساحة، يكافئ شدة بالنسبة للمساحة، وليس شدة بالنسبة للزاوية الصلبة). وهذه ليست كميات جديدة، بل مجرد أسماء مختلفة.
| (الاسم/الأسماء الشائعة) للكمية                                                                                | الرمز (الشائع)        | تعريف المعادلة | وحدات SI       | الأبعاد |
| --- | --------------------- | --- | -------------- | ------- |
| المسافة المسايرة المستعرضة                                                                                    | DM                    | | فرسخ فلكي (pc) | [L]     |
| مسافة السطوع                                                                                                  | DL                    | {\displaystyle D_{L}={\sqrt {\frac {L}{4\pi F}}}\,}                                                                    | فرسخ فلكي (pc) | [L]     |
| القيمة الظاهرية في نطاق j في المناطق (فوق البنفسجية، المرئية وتحت الحمراء من الطّيف الكهرومغناطيسي) (بولومتري) | m                     | {\displaystyle m_{j}=-{\frac {5}{2}}\log _{10}\left\|{\frac {F_{j}}{F_{j}^{0}}}\right\|\,}                             | غير بعدي       | لا بعدي |
| القَدْر المُطْلَق (بولومتري)                                                                                       | M                     | {\displaystyle M=m-5\left[\left(\log _{10}{D_{L}}\right)-1\right]\!\,}                                                 | لا بعدي        | لا بعدي |
| معامل المسافة                                                                                                 | μ                     | {\displaystyle \mu =m-M\!\,}                                                                                           | لا بعدي        | لا بعدي |
| مؤشرات الألوان                                                                                                | (لا يوجد رموز قياسية) | {\displaystyle U-B=M_{U}-M_{B}\!\,} {\displaystyle B-V=M_{B}-M_{V}\!\,}                                                | لا بعدي        | لا بعدي |
| التصحيح البولومتري                                                                                            | Cbol (رمز غير قياسي)  | {\displaystyle {\begin{aligned}C_{\mathrm {bol} }&=m_{\mathrm {bol} }-V\\&=M_{\mathrm {bol} }-M_{V}\end{aligned}}\!\,} | لا بعدي        | لا بعدي |

## 4. انظر أيضا
- تعريف المعادلة (كيمياء فيزيائية)
- قائمة معادلات الكهرومغناطيسية
- قائمة المعادلات في الميكانيكا الكلاسيكية
- قائمة المعادلات في الجاذبية
- قائمة المعادلات في الفيزياء النووية والجزيئية
- قائمة المعادلات في ميكانيكا الكم
- قائمة المعادلات في نظرية الموجة
- قائمة المعادلات النسبية